# Episodi di Desperate Housewives (prima stagione)
La prima stagione della serie televisiva Desperate Housewives è stata trasmessa negli Stati Uniti dal 3 ottobre 2004 al 22 maggio 2005, su ABC.
In Italia la prima stagione è stata trasmessa in prima visione assoluta dal 13 febbraio al 17 luglio 2005 su Fox Life di Sky e in chiaro dal 12 settembre al 14 novembre 2005 su Rai 2.	
L’attrice Alfre Woodard, interprete del personaggio di Betty Applewhite, appare come guest star nei due episodi finali della stagione.
Sarà tra i membri del cast fisso nella stagione successiva.
| nº | Titolo originale               | Titolo italiano              | Prima TV USA     | Prima TV Italia  |
| -- | ------------------------------ | ---------------------------- | ---------------- | ---------------- |
| 1  | Pilot                          | Pilota                       | 3 ottobre 2004   | 13 febbraio 2005 |
| 2  | Ah, mut Underneath             | La verità è sfuggevole       | 10 ottobre 2004  | 20 febbraio 2005 |
| 3  | Pretty Little Picture          | Ritratto di famiglia         | 17 ottobre 2004  | 27 febbraio 2005 |
| 4  | Who's That Woman?              | Conoscevamo quella donna?    | 24 ottobre 2004  | 6 marzo 2005     |
| 5  | Come in, Stranger              | Inquietanti intrusioni       | 31 ottobre 2004  | 13 marzo 2005    |
| 6  | Running to Stand Still         | Inutile affannarsi           | 7 novembre 2004  | 20 marzo 2005    |
| 7  | Anything You Can Do            | Competizione                 | 21 novembre 2004 | 27 marzo 2005    |
| 8  | Guilty                         | Sensi di colpa               | 28 novembre 2004 | 3 aprile 2005    |
| 9  | Suspicious Minds               | Menti sospettose             | 12 dicembre 2004 | 10 aprile 2005   |
| 10 | Come Back to Me                | Ritorna da me                | 19 dicembre 2004 | 17 aprile 2005   |
| 11 | Move On                        | Muoviti                      | 9 gennaio 2005   | 24 aprile 2005   |
| 12 | Every Day a Little Death       | Si muore un po' ogni giorno  | 16 gennaio 2005  | 1º maggio 2005   |
| 13 | Your Fault                     | Colpa tua                    | 23 gennaio 2005  | 8 maggio 2005    |
| 14 | Love Is in the Air             | L'amore è nell'aria          | 13 febbraio 2005 | 15 maggio 2005   |
| 15 | Impossible                     | Impossibile                  | 20 febbraio 2005 | 22 maggio 2005   |
| 16 | The Ladies Who Lunch           | Solidarietà femminile        | 27 marzo 2005    | 29 maggio 2005   |
| 17 | There Won't Be Trumpets        | Eroi                         | 3 aprile 2005    | 5 giugno 2005    |
| 18 | Children Will Listen           | Figli                        | 10 aprile 2005   | 12 giugno 2005   |
| 19 | Live Alone and Like It         | Il piacere della solitudine  | 17 aprile 2005   | 19 giugno 2005   |
| 20 | Fear No More                   | Senza più paura              | 1º maggio 2005   | 26 giugno 2005   |
| 21 | Sunday in the Park with George | Domenica al parco con George | 8 maggio 2005    | 3 luglio 2005    |
| 22 | Goodbye for Now                | Addio per ora                | 15 maggio 2005   | 10 luglio 2005   |
| 23 | One Wonderful Day              | Un giorno meraviglioso       | 22 maggio 2005   | 17 luglio 2005   |

## Pilota

Immagine dalla sigla di Desperate Housewives

- Titolo originale: Pilot
- Diretto da: Charles McDougall
- Scritto da: Marc Cherry

### Trama
La tranquillità del fittizio quartiere residenziale di Wisteria Lane viene scossa dall’improvviso suicidio di Mary Alice Young, casalinga felice e solidale. A compiangerne la scomparsa, oltre che al marito Paul Young e al figlio adolescente Zachary “Zach”, ci sono anche le migliori amiche di Mary Alice: Susan Mayer, divorziata da oltre un anno dopo che il marito Karl l’ha tradita e mollata per la sua segretaria, lasciandola sola con la loro figlia Julie; Lynette Scavo, una ex donna di carriera che ha abbandonato il lavoro per essere mamma di 4 bambini a tempo pieno, mentre suo marito Tom Scavo viaggia spesso; Bree Van de Kamp, moglie e madre apparentemente perfetta se vista dall’esterno, ma che ha gravi complicanze per quanto riguarda il suo matrimonio con Rex Van de Kamp, e il rapporto con i figli Andrew e Danielle; e infine Gabrielle Solis, la più avvenente del gruppo, maritata con il ricco uomo d’affari Carlos Solis, nonostante intrattenga una relazione clandestina con il giovane giardiniere John Rowland. Alla veglia funebre di Mary Alice, Susan conosce e s’infatua dell’idraulico Mike Delfino, da poco trasferitosi a Wisteria Lane, ma ben presto entrerà in conflitto con Edie Britt, famosa adescatrice di uomini, per attirare le attenzioni di Mike. Durante la successiva settimana, le 4 casalinghe attraversano diverse fasi: Gabrielle è costretta a fuggire di nascosto da un party di lavoro di Carlos solo per potare l’erba del loro giardino e dissuadere Carlos dalla scelta di licenziare John; Bree deve affrontare l’estrema decisione di Rex di divorziare, in quanto lui è stanco di vivere in un mondo acqua e sapone, e una sera, addirittura, distratta dal pensiero, Bree serve a Rex un piatto contenente cipolle, a cui è allergico, mandandolo all’ospedale; Lynette dà il bentornato a Tom; Susan, invece, entra in casa di Edie, e dai rumori che sente crede che oramai la donna si sia portata a letto Mike, ma Susan appicca involontariamente un incendio che devasta interamente l’abitazione, anche se Edie ne esce illesa. Poco dopo, però, Mike fa la sua comparsa, dimostrando di non essere stato lui con Edie, ma, in seguito, l’uomo telefona da casa sua ad una persona sconosciuta e deposita una pistola sul tavolino. In tutto ciò, Zach si sveglia di notte e sorprende suo padre Paul mentre dissotterra qualcosa di misterioso dal fondo della loro piscina. La mattina dopo, Susan, Lynette, Bree e Gabrielle impacchettano gli effetti personali di Mary Alice, quando scoprono una lettera ricevuta il giorno stesso della morte della donna su cui è scritta la frase: "So quello che hai fatto, mi dà la nausea, dirò tutto". A questo punto, le 4 casalinghe cominciano a sospettare che dietro il suicidio di Mary Alice ci sia un motivo ben più grande di quanto potessero immaginare.
- Guest star : Christine Estabrook (Martha Huber), Doug Savant (Tom Scavo), Joy Lauren (Danielle Van de Kamp), Shawn Pyfrom (Andrew Van de Kamp), Brent Kinsman (Preston Scavo), Shane Kinsman (Porter Scavo), Zane Huett (Preston Scavo)
- Altri interpreti: Sherica Durdley (Wendy), Nike Doukas (Natalie Kleine), Heath McCall (cameriere), Kay Wade (signora anziana), Edward Zoellner (cameriere alla festa di Tanaka)

## La verità è sfuggevole
- Titolo originale: Ah, but Underneath
- Diretto da: Larry Shaw
- Scritto da: Marc Cherry

### Trama
Le casalinghe cercano di capire il nesso logico tra la morte di Mary Alice e la lettera minatoria trovata precedentemente, che suggerisce un qualche movente per il drastico gesto suicida dell’amica, ma senza successo. Susan, spronata da sua figlia Julie, prende coraggio e organizza una cena di benvenuto nel quartiere per Mike a casa dell’uomo, sebbene i suoi piani romantici vengano mandati all’aria da Edie, che si autoinvita. Intanto, Gabrielle e John continuano a vedersi in assenza di Carlos, ma dopo l’ultima volta in cui Carlos è rincasato in anticipo, facendo rischiare agli amanti di essere colti in flagrante, Gabrielle propone a John di trovarsi un altro posto dove incontrarsi. John, poi, dona a Gabrielle una rosa, da cui la donna capisce che il ragazzo si sta lentamente innamorando di lei. Tuttavia, John comprende di non poter essere capace di soddisfare le esigenze di Gabrielle, soprattutto quando la vede entusiasta per via dell’auto appena regalatale da Carlos. Bree convince Rex a scartare l’idea del divorzio, e i due entrano quindi in terapia dal dottor Goldfine, un consulente matrimoniale. Nelle sedute, Bree non riesce ad aprirsi completamente, al contrario di Rex che esterna tutte le sue preoccupazioni, finché, con la scusa di sistemargli un bottone della giacca, Bree non incontra il terapeuta in privata sede spiegandogli che vorrebbe almeno essere ringraziata dal marito per ciò che fa per lui e per la sua famiglia. Lynette rischia una multa perché i figli non indossano le cinture di sicurezza in macchina, così, su consiglio di Martha Huber, vicina di casa e pettegola numero uno di Wisteria Lane, lascia Porter, Preston e Parker sul ciglio della strada, sperando di farli spaventare e accondiscendere alle sue regole. Al suo ritorno, Lynette non trova più i bambini, che sono stati accolti da una donna volenterosa di denunciarla ai servizi sociali, ma grazie ai figli, Lynette scampa all’accusa e se la dà a gambe assieme ai piccoli, che stavolta allacciano le cinture. Alla cena, nel frattempo, Susan è nervosa sul fatto che Edie possa avere la meglio con Mike, perciò si tinge l’orecchio e le mani di salsa così da sembrare che lo scontroso cane dell’uomo, Bongo, le dia corda, ma malauguratamente Bongo ingerisce un suo orecchino e Mike lo porta di corsa dal veterinario. Qui, a faccenda risolta, Susan scopre che Mike è vedovo e che Bongo rappresenta l’unico legame rimastogli con la sua defunta moglie, alla quale promise di prendersene cura. In più, la signora Huber s’insospettisce notando che Susan ha comperato un misurino identico a quello rinvenuto nella casa incendiata di Edie (Susan l’aveva dimenticato lì la sera dell’incidente), e, in tarda serata, Paul getta l’arcano baule riesumato dalla piscina nel lago.
- Guest star: Christine Estabrook (Martha Huber), Brent Kinsman (Preston Scavo), Shane Kinsman (Porter Scavo), Zane Huett (Parker Scavo), Sam Lloyd (dottor Albert Goldfine),
- Altri Interpreti: Jan Hoag (donna anziana), Timothy Brennen (Poliziotto), Adam Liebermen (Veterinario)

## Ritratto di famiglia
- Titolo originale: Pretty Little Picture
- Diretto da: Arlene Sanford
- Scritto da: Oliver Goldstick

### Trama
Susan, consultando il calendario, si ricorda di una cena organizzata tempo addietro da Mary Alice per riunire insieme le sue amiche, così le casalinghe optano di tenere lo stesso la serata a casa di Bree per onorare la volontà della loro compagna. Susan non sopporta le visite del suo ex marito Karl e della sua nuova fidanzata Brandi, con la quale l’ha tradita, anche perché l’uomo non le ha mai rivolto nessuna scusa per il dolore arrecatole. Durante l’ennesima lite con Karl, Susan resta chiusa fuori di casa interamente nuda e cade in un cespuglio, dove viene ritrovata da Mike, il quale, dopo un iniziale momento di imbarazzo, accetta di accompagnarla alla cena. Tom, professandosi esausto dalle continue trasferte di lavoro, declina l’offerta, ma Lynette si accorge che il marito preferisce di gran lunga divertirsi con i suoi colleghi, pertanto si vendica costringendolo a rimanere a casa da solo coi bambini, ai quali fa promettere di comportarsi in maniera infernale. Gabrielle e John, intanto, vengono visti in atteggiamenti compromettenti da Ashley, una bambina taciturna nuova arrivata a Wisteria Lane. Per paura che possa spifferare il segreto, Gabrielle alletta Ashley con molteplici regali. Durante la cena dai Van de Kamp, Rex parla delle sedute di terapia coniugale coi presenti, nonostante Bree volesse tenerli all’oscuro, perciò la donna, in un impeto di rabbia, fa una confessione poco gradevole sulla virilità di Rex, che lascia la serata e si sposta in un motel. Disperata, Bree si precipita dal dottor Goldfine e, approfittando di un suo attimo di distrazione, fruga nell’archivio alla ricerca delle cassette con le sedute di terapia private di Rex. In compenso, Bree rinviene una registrazione appartenuta a Mary Alice, che decide di conservare. Nel frattempo, rovistando per casa, Zach trova la pistola usata da sua madre per uccidersi e Paul, quando il telegiornale comunica del reperimento del baule dal lago, mette subito in vendita l’abitazione.
- Guest star: Doug Savant (Tom Scavo), Brent Kinsman (Preston Scavo), Shane Kinsman (Porter Scavo), Zane Huett (Parker Scavo), Sam Lloyd (dottor Albert Goldfine), Richard Burgi (Karl Mayer)
- Altri Interpreti: Anne Dudek (Brandi), Lucille Soong (Yao Lin), Emily Christine (Ashley Bukowski), Nealla Gordon (Mrs. Bukowski), Keith Pillow (Giornalista)
- Assente: Nicollette Sheridan (Edie Britt)

## Conoscevamo quella donna?
- Titolo originale: Who's That Woman?
- Diretto da: Jeff Melman
- Scritto da: Marc Cherry e Tom Spezialy

### Trama
Le casalinghe ascoltano la cassetta di Mary Alice, in cui quest’ultima ammette di essere perseguitata da incubi ricorrenti nei quali assiste alla scena di una ragazzina che annega implorando l’aiuto di una certa “Angela”; Mary Alice afferma poi che Angela è il suo vero nome, il che sconvolge non poco le casalinghe. La signora Huber, inoltre, ricatta Susan con la minaccia di divulgare la notizia che è stata lei la responsabile dell’incendio in casa di Edie, che attualmente vive con Martha, e la tiene in pugno con il misurino carbonizzato ritrovato tra i resti dell’alloggio. Intanto, Carlos diventa diffidente quando scova un calzino lasciato sbadatamente da John in camera sua e di Gabrielle ma, a dispetto delle ridicole giustificazioni della moglie, pensa che Gabrielle abbia una sorta di relazione con il loro antennista, così va in casa sua per picchiarlo, scoprendo solo dopo averlo pestato che l’uomo è in realtà omosessuale. Lynette fatica ancora una volta a far regnare la pace tra i gemelli Porter e Preston, tanto da cercare di inserirli in classi diverse a scuola, ma si oppone alla richiesta dell’insegnante di somministrare loro dei tranquillanti, poiché non ha alcuna intenzione di spegnere la vivacità dei figli. Bree, frattanto, ha dei problemi con Andrew, che si allontana progressivamente dalla madre, ritenendola causa del malessere familiare e della separazione dal padre Rex. Stufa di sottostare alle pretese del figlio, Bree gli va incontro presso uno strip club, dove riesce a convincerlo a ritornare con lei a casa. Susan e Julie elaborano un modo per intrufolarsi di soppiatto dalla Huber e sottrarle il misurino, piano che viene brillantemente portato a termine, se non fosse che Susan ha dovuto rimetterci un appuntamento con Mike. Susan, Lynette, Bree e Gabrielle, successivamente, prendono la decisione di consegnare il biglietto intimidatorio di Mary Alice a Paul, il quale in un primo momento dice si potrebbe trattare di una conseguenza dei problemi psicologici della defunta moglie, ma poi commissiona un investigatore privato, Shaw, al fine di scoprire chi abbia davvero scritto la lettera a Mary Alice.
- Guest star: Christine Estabrook (Martha Huber), John Newton (Jonathan Lithgow), Joy Lauren (Danielle Van de Kamp), Mary Pat Gleason (signorina Eleonora Butters), Richard Roundtree (signor Shaw), Shawn Pyfrom (Andrew Van de Kamp)
- Assente: Cody Kasch (Zach Young)

## Inquietanti intrusioni
- Titolo originale: Come in, Stranger
- Diretto da: Arlene Sanford
- Scritto da: Alexandra Cunningham

### Trama
L’anziana signora Frome chiede gentilmente a Susan di occuparsi del suo amato gatto mentre lei è via. Una sera, tuttavia, Susan e Julie notano che qualcuno è entrato in casa Frome e lanciano l’allarme in tutta Wisteria Lane circa l’esistenza di un ladro. Gli abitanti, allora, organizzano delle ronde di pattuglia. Intanto, Susan accetta l’invito a uscire di un agente di polizia invaghito di lei, e ne risente parecchio quando Mike pare non esprimere alcun segno di gelosia al riguardo. Lynette e Tom, mediante l’aiuto di Bree, ottengono un colloquio alla prestigiosa Barcliff Academy, dove sperano possano essere ammessi Porter e Preston dopo la loro recente espulsione, ma dovranno sborsare 15.000 dollari come donazione, e ci riusciranno una volta venduta l’adorata barca a vela di Tom. Gabrielle e Carlos accolgono Juanita, l’invadente madre di Carlos giunta fin lì per dare una mano al figlio sui suoi timori intorno ad un probabile tradimento di Gabrielle. Infatti, l’assillante presenza della suocera vieta a Gabrielle di potersi vedere in più di un’occasione con John, e, una sera, Juanita si dimostra capace di qualsiasi cosa pur di non permettere a nessuno di ferire Carlos. Bree, nel frattempo, colma di tenerezza verso Zach, lo invita per cena a casa sua. La discussione che ne deriva prevede prima il racconto di Bree su come da piccola abbia assistito inerme alla morte della madre, e poi la dichiarazione sconcertante di Zach sul fatto che lui stesso abbia spinto Mary Alice al suicidio. La sera seguente, oltretutto, mentre Bree e Rex sono fuori a dialogare, vengono allertati di un’intrusione in casa loro e scoprono che il salotto è stato arredato con addobbi natalizi da Zach, che ha voluto ricreare l’atmosfera festosa di quando sua madre era ancora viva. L’appuntamento di Susan termina rovinosamente, in quanto capisce che il poliziotto le aveva mentito promettendole, falsamente, di far analizzare il cacciavite trovato da lei dalla signora Frome (potenziale prova che avrebbe potuto smascherare il ladro). Finita in un quartiere di prostitute, Susan viene soccorsa da Mike, col quale si scambia il suo primissimo bacio, malgrado ignori che sia proprio Mike il ladro di Wisteria Lane. Il giorno dopo, Bree osserva Paul e Zach abbandonare Wisteria Lane con delle valigie.
- Guest star: Bob Gunton (Noah Taylor), Doug Savant (Tom Scavo), Harry S. Murphy (preside Lentz), Lupe Ontiveros (Juanita Solis), Steven Eckholdt (ufficiale Rick Thompson)

## Inutile affannarsi
- Titolo originale: Running to Stand Still
- Diretto da: Fred Gerber
- Scritto da: Tracey Stern

### Trama
Susan non si beve la storia di Paul sull’aver spedito Zach da dei parenti, così lo pedina fino ad un centro per minori con problemi di psiche, capendo quindi che l’uomo ha internato il figlio. Con l’aiuto di Julie, Susan escogita un piano per riuscire a parlare con Zach: Julie, fingendosi una paziente dell’istituto, apprende dal ragazzo che la ragione del suicidio di sua madre è collegata a “Dana”. Gabrielle deve assolutamente trovare il modo di sbarazzarsi di Juanita, che è sempre più ficcanaso nei suoi confronti, e soprattutto perché John sta cominciando a frequentare Danielle, la figlia di Bree. Venuta a sapere da Carlos del passato da giocatrice d’azzardo di Juanita, Gabrielle se ne avvale per tenerla impegnata in un casinò, giusto il tempo di intrattenersi con John in un motel. Juanita, però, esagera e prosciuga una delle carte di credito di Carlos, così Gabrielle promette di non proferirne parola col marito a patto che la suocera la smetta di immischiarsi nella sua vita. In ogni caso, dopo che Carlos la rende partecipe del fatto che Gabrielle era a conoscenza del suo problema con il gioco, in Juanita si ridesta un sospetto, che trova fondamento quando la donna comprende che l’amante della nuora è il giardiniere. Intanto, Lynette si assume l’incarico di costumista per la recita scolastica della Barcliff su Cappuccetto Rosso, sfidando apertamente la direttrice dello spettacolo e madre di un compagno di classe dei figli, la scorbutica Maisy Gibbons. Per spuntarla con i ricami dei vestiti in così poco tempo, Lynette, seguendo il suggerimento di una mamma, ingerisce le pillole tranquillanti destinate ai gemelli, che hanno su di lei l’effetto opposto, perciò la donna riesce nel suo intento. In una delle sedute, Bree è profondamente ferita dall’ultima di Rex, che confessa di non essere pienamente appagato dalla loro vita sessuale. Dopo averne discusso col dottor Goldfine, Bree cerca di essere disponibile alle fantasie erotiche di Rex, che però ancora non si lascia andare con la moglie, provocando un ulteriore distacco nella coppia. L’ultima inquadratura vede una copertina per neonati, in casa Young, con su inciso il nome Dana.
- Guest star: Joy Lauren (Danielle Van de Kamp), Gregg Daniel (dottor Sicher), Lucille Soong (Yao Lin), Lupe Ontiveros (Juanita Solis), Sam Lloyd (dottor Albert Goldfine), Sharon Lawrence (Maisy Gibbons), Shannon O'Hurley (signora Truesdale), Stacey Travis (Jordana Geist)

## Competizione
- Titolo originale: Anything You Can Do
- Diretto da: Larry Shaw
- Scritto da: Joey Murphy e John Pardee

### Trama
Il primo appuntamento galante tra Susan e Mike va in fumo a causa della comparsa inaspettata di Kendra, una vecchia amica di Mike legata al suo misterioso passato al di fuori di Wisteria Lane. Susan e Edie, entrambe supponendo che Kendra non sia solo un’amica per Mike, seguono i due sino ad un country club, dove la loro copertura salta inevitabilmente. Kendra rassicura Susan a proposito di lei e Mike, ma instilla nella donna un dubbio sulla vita dell’uomo prima che arrivasse a Wisteria Lane. Nel frattempo, Lynette deve preparare una cena di lavoro per Tom e i suoi colleghi, ma, essendo a corto di pastiglie contro l’iperattività e manifestando i primi segni di astinenza, le ruba dalla madre di un amico dei figli. L’operosità frenetica di Lynette, però, non si limita soltanto alle faccende domestiche, ma anche al suo rapporto con Tom, tanto da denigrare involontariamente i suoi progetti di lavoro di fronte ai soci. Gabrielle, ingelosita dal crescente affiatamento fra John e Danielle, prospetta alla ragazza l’idea di andare in una scuola di modelle a New York, così da togliersela dai piedi, ma Danielle è obbligata a rinunciare nel momento in cui sua madre Bree, in ritorsione al comportamento dei figli dopo aver comunicato loro dell’imminente divorzio con Rex, minaccia lei ed Andrew di sfrattarli. Gabrielle, poi, dà a vedere di essere malata agli occhi di Carlos e Juanita per poter restare a casa con John mentre il marito e la suocera escono a cena. Purtroppo, Juanita supera in astuzia Gabrielle, perché si presenta improvvisamente e scatta una fotografia alla nuora e a John insieme, per poi venire investita da un’auto a gran velocità. Gabrielle s’impossessa della macchina fotografica poco prima dell’arrivo dell’ambulanza, e contemporaneamente, Bree scopre che Andrew è il guidatore della vettura che ha travolto Juanita. Intanto, Paul, tramite le informazioni dell’agente Shaw, ipotizza che sia stata Edie la mandante della lettera a Mary Alice, così incarica l’investigatore di ucciderla una volta per tutte.
- Guest star: Christine Estabrook (Martha Huber), Doug Savant (Tom Scavo), Edward Edwards (Jim Peterson), Joy Lauren (Danielle Van de Kamp), Heather Stephens (Kendra Taylor), Lee Garlington (Alberta Holstein), Lupe Ontiveros (Juanita Solis), Richard Roundtree (signor Shaw), Shawn Pyfrom (Andrew Van de Kamp), Stacey Travis (Jordana Geist)

## Sensi di colpa
- Titolo originale: Guilty
- Diretto da: Fred Gerber
- Scritto da: Kevin Murphy

### Trama
Bree e Rex concordano sull’abbandonare l’auto con cui Andrew ha investito Juanita in una zona malfamata della città, in modo che venga rubata da uno sbandato. Bree, tuttavia, gradirebbe che Andrew si capaciti del grave errore che ha commesso, ma il ragazzo dimostra di non sentirsi assolutamente in difetto. Gabrielle e Carlos, intanto, visitano quotidianamente Juanita, caduta in coma dopo l’incidente. John pone fine alla relazione con Gabrielle, dicendole prima di aver rivelato ad un prete della loro tresca amorosa per espiarne le colpe; lo stesso frate, poi, tenta di far confessare anche Gabrielle, invano. Gabrielle, per di più, si arrabbia con Carlos, dato che il marito ha scelto di voler diventare padre, malgrado si fossero in precedenza accordati sul non avere figli. Lynette è oramai vittima delle pillole e allo stremo delle sue forze, non riuscendo a dormire di notte e restando sveglia e stanchissima di giorno, ma per fortuna viene tirata su di morale da Susan e Bree. Intanto, Susan scopre per caso un mucchio di soldi e una pistola stipati nel mobiletto della cucina di Mike, perciò, piena di curiosità e al tempo stesso inquieta, si fa dare le chiavi di casa con la scusa di dover aprire al piastrellista per investigare mentre lui è al lavoro. Susan finisce però intrappolata nel pavimento del solaio, e, al suo ritorno, Mike la caccia via, irato per essere stato ingannato. Frattanto, Shaw è in procinto di uccidere Edie, ma all’ultimo minuto si rende conto che non è stata lei ad inviare la lettera a Mary Alice, bensì Martha. Paul, allora, decide di occuparsi personalmente del problema, così, dopo aver affrontato la Huber, che gli ribadisce di aver scritto il biglietto per minacciare Mary Alice e intascarne dei riscatti, dapprima la strangola a morte, e poi seppellisce il cadavere fuori città. Parallelamente, Susan e Mike risolvono le loro divergenze e consumano un rapporto sessuale, proprio mentre viene occultato l’omicidio di Martha.
- Guest star: Christine Estabrook (Martha Huber), Freda Foh Shen (dottoressa Chang), Jeff Doucette (padre Crowley), Joy Lauren (Danielle Van de Kamp), Lupe Ontiveros (Juanita Solis), Richard Roundtree (signor Shaw), Shawn Pyfrom (Andrew Van de Kamp)

## Menti sospettose
- Titolo originale: Suspicious Minds
- Diretto da: Larry Shaw
- Scritto da: Jenna Bans

### Trama
In seguito all’infortunio di Juanita, Gabrielle sente il dovere di fare del bene, così mette a punto una sfilata di beneficenza per sostenere le infermiere degli ospedali. Durante i preparativi, Susan capisce dell’intrigo amoroso tra Gabrielle e John, che sono ritornati alle loro vecchie abitudini, e la prende come un’offesa personale da parte dell’amica, dal momento che Susan ha dimestichezza con la dolorosa sensazione di essere traditi dal proprio coniuge. Lynette è alla disperata ricerca di una bambinaia che l’aiuti a tenere a bada i figli. Conosce quindi Claire, una giovane babysitter vessata dalla ricca donna per la quale lavora, e riesce a convincerla a passare dalla sua parte, ripromettendole di trattarla con assoluta gentilezza e paga extra. Bree è impensierita da Andrew, che tuttora non esprime un briciolo di rimorso per l’incidente a Juanita, al contrario di Rex, il quale aspetta che il figlio rinsavisca da sé. In tal caso, Bree, scoperto che Andrew fuma marijuana, sta al suo gioco e, con una soffiata anonima, fa sì che la sua scorta venga ritrovata nel suo armadietto; conseguentemente, Andrew viene estromesso dalla squadra di nuoto, cosa che Bree spera possa farlo finalmente ragionare. La madre di John, Helen, origlia una conversazione tra il figlio e un suo amico in merito al rapporto che John mantiene con una casalinga sposata. Successivamente, Helen spia le mosse di John, arrivando ad osservarlo in compagnia di Susan e credendola dunque la donna in questione, quando in verità i due stavano solo discutendo sulla relazione segreta con Gabrielle. All’evento di beneficenza, Helen umilia e aggredisce Susan, e Gabrielle decide che è giunto il momento di dirle come stanno davvero le cose, ma Helen, disgustata, le giura che il caso non è ancora chiuso. In aggiunta, Carlos viene arrestato per le attività illecite del suo capo Tanaka, e ciò permette a Susan e Gabrielle di riconciliarsi. Nel frattempo, l’ospedale psichiatrico avvisa Paul della fuga di Zach, che sta invece vivendo di nascosto in casa Mayer sotto la supervisione di Julie, alla quale svela di quando da piccolo vide i genitori Mary Alice e Paul pulire il sangue di quella che forse fu la sua sorellina Dana. Intanto, due poliziotti dell’FBI stanno indagando sul baule ripescato dal lago, e chiedono all’intagliatore che lo ha realizzato l’elenco degli acquirenti del medesimo modello, poiché al suo interno è stato ritrovato il corpo mutilato e fatto a pezzi di una donna.
- Guest star: Doug Savant (Tom Scavo), Joy Lauren (Danielle Van de Kamp), Lupe Ontiveros (Juanita Solis), Kathryn Harrold (Helen Rowland), Marla Sokoloff (Claire), Ryan Carnes (Justin), Shawn Pyfrom (Andrew Van de Kamp)
- Assente: James Denton (Mike Delfino)

## Ritorna da me
- Titolo originale: Come Back to Me
- Diretto da: Fred Gerber
- Scritto da: Patty Lin

### Trama
Susan e Mike sorprendono Zach in casa di lei, e il ragazzo è ora forzato a ritornare da suo padre Paul. Ciò crea un’aspra tensione tra Susan e Julie, siccome quest’ultima si arrabbia con la madre per aver consentito che Zach venisse rispedito da un padre che lo detesta. Carlos è rinchiuso in carcere in attesa di giudizio, ma potrebbe essere rilasciato qualora uscisse fuori il suo passaporto, che Gabrielle riesce a recuperare insieme a dei documenti che dimostrerebbero che Carlos fosse a conoscenza dei loschi affari di Tanaka. Tuttavia, Gabrielle, cominciando a dubitare della buonafede del marito, brucia il passaporto e custodisce i fogli, dopodiché, adesso che le autorità stanno sequestrando i beni materiali dei Solis, archivia i mobili della casa nel garage di Bree. Nel frattempo, Rex dà prova di essere uno dei clienti abitudinali di Maisy Gibbons, che ogni pomeriggio gestisce una vera e propria occupazione da prostituta a pagamento, ma nel loro caso, i due praticano sesso sadomaso, proprio come piace a Rex. Durante un loro rapporto, Rex ha un infarto e viene trasportato all’ospedale, dove Bree, che già era dubbiosa sulla fedeltà del marito, nota la firma di Maisy sul registro dei ricoveri, a riprova che Rex era con la donna. A confermare le sue perplessità è la stessa Maisy, perciò Bree fa visita a Rex, ripresosi dall’operazione, intimidendolo con il giuramento di fargliela pagare per averla tradita. Intanto, Lynette, non avendo completa fiducia nelle abilità di Claire, installa una telecamera in casa per monitorare il comportamento della bambinaia verso i suoi figli, che sembrano starsi affezionando parecchio a Claire. Paul sprona Zach a lasciarsi alle spalle i suoi brutti ricordi d’infanzia su Dana, mentre Edie denuncia la scomparsa di Martha, irreperibile da diversi giorni.
- Guest star: Brent Kinsman (Preston Scavo), Marla Sokoloff (Claire), Sharon Lawrence (Maisy Gibbons), Shane Kinsman (Porter Scavo), Zane Huett (Parker Scavo)
- Assente: Jesse Metcalfe (John Rowland)

## Muoviti
- Titolo originale: Move On
- Diretto da: John David Coles
- Scritto da: David Schulner

### Trama
Felicia Tillman, inquietante sorella di Martha, sopraggiunge a Wisteria Lane per prestare aiuto nell’indagine su Martha, ma, sebbene dia l’impressione di odiare la sorella al punto tale da essere certa che sia morta, si dà un gran da fare per ritrovarla. Karl si reca da Susan, riferendole di aver rotto con Brandi, e Susan, per compassione, lo invita alla festa di compleanno di Julie. Durante la serata però, Edie, accompagnatrice di Karl, si lascia sfuggire un particolare aneddoto in cui lei e Karl hanno avuto una relazione quando ancora Susan era sua moglie. Karl, ciononostante, sembrerebbe incline a ritornare con Susan, la quale, non provando ormai alcun tipo di sentimento per lui, ha la garanzia di amare solamente Mike e di aver superato la rottura con Karl. L’attrazione che Tom nutre per Claire non passa inosservata agli sguardi di Lynette, che licenzia quindi la ragazza per mantenere saldo il suo matrimonio. Dopo il suo arresto, i fondi di Carlos sono bloccati e Gabrielle si vede costretta a lavorare per mantenersi, accettando anche ingaggi che non le danno giustizia, per cui si riprende il passaporto bruciato di Carlos. Su pressione di Andrew e Danielle, Bree si prende carico della convalescenza di Rex, ma si vendica del suo tradimento iniziando ad uscire con il loro farmacista, George Williams. Paul, intanto, preoccupato che la verità su Martha venga a galla, nasconde alcuni dei suoi gioielli nel garage di Mike per sviare i sospetti. Il mattino seguente, poi, il cadavere della Huber viene ritrovato nelle vicinanze del parco.
- Guest star: Christine Estabrook (Martha Huber), Doug Savant (Tom Scavo), Harriet Sansom Harris (Felicia Tillman), Joy Lauren (Danielle Van de Kamp), Marla Sokoloff (Claire), Pat Crawford Brown (Ida Greenberg), Richard Burgi (Karl Mayer), Roger Bart (George Williams), Shawn Pyfrom (Andrew Van de Kamp)
- Assenti: Cody Kasch (Zach Young), Jesse Metcalfe (John Rowland), Ricardo Antonio Chavira (Carlos Solis)

## Si muore un po' ogni giorno
- Titolo originale: Every Day a Little Death
- Diretto da: David Grossman
- Scritto da: Chris Black

### Trama
La notizia del ritrovamento del corpo di Martha si diffonde rapidamente a Wisteria Lane, che ripiomba nuovamente nel panico. Edie, affranta dalla dipartita della sua unica amica, intende spargere le ceneri di Martha lungo un fiume a lei caro, ma non ha nessuno disposto a seguirla. Quando però Susan scopre da Felicia che Martha era solita appuntarsi nel suo diario i minimi particolari sulle vite dei suoi vicini, Susan teme che tra i dettagli ci sia anche quello inerente all’incendio in casa di Edie, così coglie l’occasione di accompagnare Edie per rivelarle la verità prima che il diario di Martha venga reso pubblico dalla polizia. Mentre sono sulla barca, Edie si commuove perché Susan è stata la sola a volerle fare compagnia, e incomincia a rivalutarla, ma Susan rompe l’armonia del momento confessandole di aver bruciato casa sua, alche Edie, furente, le getta le ceneri di Martha addosso. Una volta ritornate a casa, Edie garantisce a Susan di non volerla denunciare, ma in cambio Susan dovrà invitarla ad ogni incontro con Lynette, Bree e Gabrielle per le loro usuali partite di poker. Poi, Edie lava Susan con la canna dell’acqua del suo giardino cosicché le ceneri di Martha rimangano per sempre sul prato di fronte cui era situata casa sua. Carlos viene scarcerato, ma è agli arresti domiciliari, quindi tocca ancora a Gabrielle la fatica di lavorare e mantenere entrambi. Carlos affronta di nuovo il discorso sul suo desiderio di essere genitore, al contrario di Gabrielle, perciò l’uomo aspetta che la moglie si assenti da casa per manomettere i suoi flaconi delle pillole anticoncezionali. Intanto, Bree riceve in regalo da George una pistola, vista la sua passione per le armi di valore, e insieme, una sera, si dirigono in aperta campagna così da esercitarsi. Tuttavia, George, eccitato da Bree, sbaglia mira e si spara accidentalmente ad un piede, finendo all’ospedale. Da questa esperienza, Bree capisce di doverci andare piano nelle nuove relazioni, mentre George palesa in privato la sua ossessione per Bree. Lynette, stressata dai figli, si iscrive ad un corso di yoga, che puntualmente risulta essere privo di posti, finché un giorno, facendo passare Parker per un malato di cancro dopo avergli rasato i capelli intrisi di cicche a causa di uno scherzetto dei fratelli, a Lynette non viene concesso uno spazio di solidarietà, ma l’inganno dura poco e Lynette lascia la palestra con la vergogna in faccia. Nel frattempo, Mike viene derubato di cartine segnaletiche, contanti e pistola da un anziano ed enigmatico uomo di nome Noah, il quale, in uno scontro con Mike, dice di aver contratto una forma di cancro al cervello che lo porterà alla morte in breve tempo ed è per questo motivo che ha fretta di scoprire cos’è successo a Deidre, figlia di Noah nonché ex fidanzata di Mike: lo scopo di Mike è dunque quello di rintracciare chi abbia fatto del male a Deidre, essendo solo al corrente che chiunque sia stato vive a Wisteria Lane.
- Guest star: Bob Gunton (Noah Taylor), Brent Kinsman (Preston Scavo), Christine Estabrook (Martha Huber), Harriet Sansom Harris (Felicia Tillman), Roger Bart (George Williams), Shane Kinsman (Porter Scavo), Zane Huett (Parker Scavo)
- Altri interpreti: Bari Hochwald (Callie), Conor O'Farrell (detective Copeland), Erin Matthews (Lauren), Michael Patrick McGill (poliziotto)
- Assenti: Cody Kasch (Zach Young), Jesse Metcalfe (John Rowland)

## Colpa tua
- Titolo originale: Your Fault
- Diretto da: Arlene Sanford
- Scritto da: Kevin Etten

### Trama
Susan sorprende Julie e Zach baciarsi, il che la agita notevolmente, ma Paul placa le sue ansie comunicandole del loro incombente trasferimento. Susan ascolta poi una conversazione telefonica tra la figlia e Zach sul segreto che questi le ha confidato su Dana. Alla festa del ballo scolastico, dove Julie e Zach fanno coppia, Susan discute di Dana con Paul, il quale le conferma che Zach ha effettivamente ucciso la sua sorellina Dana, ma, a fine serata, l’uomo svela a Zach che i ricordi che continuano a tormentarlo non sono veritieri, perché Dana è ancora viva. Zach utilizza la scoperta per ricattare il padre affinché restino a Wisteria Lane e possa stare con Julie, ma Susan, d’altro canto, non ne è entusiasta e cerca di parlargliene; tuttavia, Zach replica con uno scatto d’ira che costringe Susan a cacciarlo di casa e a impedire che frequenti Julie, anche se i due troveranno comunque la maniera di vedersi di nascosto. Nel frattempo, Helen e Bob Rowland, genitori di John, chiedono aiuto a Gabrielle per evitare che il figlio commetta un grave errore lasciando il college e compiendo un’attività di giardiniere a tempo pieno, riponendo fede nel potere manipolativo che la donna esercita su John. Una Gabrielle restia dà il suo contributo, soprattutto per scongiurare la possibile denuncia dei signori Rowland sul suo essere andata a letto con un minorenne, ma John fraintende le sue parole e le fa una proposta di matrimonio. Naturalmente, Gabrielle restituisce l’anello a John, dicendogli che insieme non hanno un futuro e che è per il suo bene che deve proseguire gli studi, spezzandogli il cuore. Bree e Rex avviano le pratiche del divorzio, e lui inizia ad essere geloso del rapporto appena instauratosi tra Bree e George, nonostante lei abbia frenato subito la cosa. Rex va dunque nella farmacia di George a prelevare le sue medicine, e lo avverte che Bree sta soltanto giocando con lui per pareggiare i conti del suo tradimento, così George, non volendo credergli, guasta le sue pillole. Lynette e Tom riabbracciano l’esuberante Rodney, padre di Tom che sosta temporaneamente da loro. Una mattina, Lynette becca Rodney amoreggiare con un’altra donna, e si arrabbia poiché crede che abbia tradito sua moglie Allison, perciò lo sbatte fuori di casa. Lynette riporta la voce a Tom, che reagisce per niente sorpreso, dato che già sapeva da tempo delle relazioni extraconiugali del padre. Dopo un istante di nervosismo con marito e suocero, Lynette li perdona e riaccoglie in casa, ma la situazione ha riaperto una vecchia ferita di Tom, che, in nottata, dichiara al padre un segreto dannoso che potrebbe mettere a dura prova il suo matrimonio con Lynette.
- Guest star: Ryan O'Neal (Rodney Scavo), Brent Kinsman (Preston Scavo), Doug Savant (Tom Scavo), Mark Harelik (Bob Rowland), Kathryn Harrold (Helen Rowland), Roger Bart (George Williams), Ryan Carnes (Justin), Shane Kinsman (Porter Scavo), Zane Huett (Parker Scavo)
- Altri interpreti: Bonnie Burroughs (avvocato di Bree), Karen Austin (Lois McDaniel), Rob Brownstein (avvocato di Rex)

## L'amore è nell'aria
- Titolo originale: Love is in the Air
- Diretto da: Jeff Melman
- Scritto da: Tom Spezialy

### Trama
Riunite a dibattere sulla vicenda di Mary Alice, le casalinghe vengono a conoscenza da Susan della versione di Paul sul modo in cui Zach ha ucciso sua sorella Dana, e per la prima volta sembrano essere d’accordo nel pensare che Mary Alice avrebbe fatto di tutto pur di proteggere suo figlio, persino togliersi la vita. Intanto, il giorno di San Valentino si avvicina, e ogni coppia freme per celebrare la ricorrenza. Susan viene invitata da Mike a cenare in un ristorante molto elegante, ma nell’attesa, ha paura che Mike possa volere un figlio da lei. Nel contempo, Mike s’introduce furtivamente in una casa in cerca di indizi su Deidre, ma un uomo, spaventato, gli spara all’addome, senza però riscuoterne gravi conseguenze. Mike esce lo stesso con Susan, ma per colpa di un movimento brusco, la sua ferita si apre di nuovo, e, durante la cena, sviene sotto gli occhi di Susan. Ricoverato Mike all’ospedale, nessuno tra infermieri e medici crede alla sua storia di come si sia sparato da solo, perciò la polizia decide di indagare più a fondo. Gabrielle, intanto, licenzia la donna di servizio, Yao Lin, per maleducazione, e cambia innumerevoli posti di lavoro: da presentatrice di letti, a commessa di un negozio di trucchi, dove Gabrielle rincontra Yao Lin, che ora, da cliente, ha la possibilità di vendicarsi di lei, ma Gabrielle le ricorda che il suo è solo un brutto periodo passeggero. Bree e Rex tentano di riprovare con il loro rapporto, ma il problema è che Rex ancora non se la sente di dire a Bree cosa c’è che non va. Sollecitato dalla moglie, Rex confessa di adorare il sadomaso, pertanto, pur riluttante e a prima impressione nauseata, Bree cede alla perversione del marito. Mentre si trova a casa di Paul per consegnargli dei fiori recapitati distrattamente a lei, Felicia nota una foto di Mary Alice ed afferma di averla già conosciuta 15 anni prima in un ospedale nello Utah sotto il nome di Angela Forrest, ma Paul nega tutto. L’anziana signora Karen McCluskey, vicina di casa ed acerrima nemica di Lynette, accusa Porter, Preston e Parker di averle rubato un orologio da muro costruito da suo figlio, ma Lynette non le dà retta, e ciò porterà le due ad una scenata in cui la McCluskey rompe la bicicletta di uno dei suoi figli, e Lynette le tira contro delle uova. Successivamente, Tom segnala a Lynette che nella casetta dei bambini ci sono molti oggetti trafugati dal vicinato, compreso l’orologio di Karen, così Lynette manda i figli a chiederle scusa, e nel tempo in cui sono ospiti a casa sua, Karen si dimostra una donna triste e sola per aver perso il figlio malato di appena 12 anni, per questo teneva particolarmente all’orologio. Più tardi, Lynette dà a Susan i gioielli sporchi di sangue della signora Huber saccheggiati dai figli proprio nel garage di Mike.
- Guest star: Brent Kinsman (Preston Scavo), Doug Savant (Tom Scavo), Harriet Sansom Harris (Felicia Tillman), Kathryn Joosten (Karen McCluskey), Sam Lloyd (dottor Albert Goldfine), Shane Kinsman (Porter Scavo), Zane Huett (Parker Scavo)
- Altri interpreti: Christopher Boyer (proprietario del salone), Heather Salmon (presentatrice), J. David Krassner (dottore di Noah), Jolie Jenkins (Deidre Taylor), Jon Polito (Charles Skouras), Kristina Lear (cliente del negozio di cosmetici), Lucille Soong (Yao Lin), Paul Nicholas (ragazzo), Roz Witt e Carlease Burke (infermiere), Timothy Davis-Reed (dottore)

## Impossibile
- Titolo originale: Impossible
- Diretto da: Larry Shaw
- Scritto da: Marc Cherry e Tom Spezialy

### Trama
Susan si lascia convincere da Lynette, Bree e Gabrielle che la cosa giusta da fare è denunciare Mike alla polizia. L’uomo viene dunque arrestato e sbattuto in cella, e Susan è interrogata dall’FBI sul suo conto, ma fortunatamente riesce a far scagionare Mike dall’accusa di omicidio della signora Huber rispondendo che la notte della sua morte era insieme a lui. Justin, coinquilino di John, viene assunto come nuovo giardiniere dai Solis, ma il suo vero obiettivo è di avere un rapporto sessuale con Gabrielle, la quale però si oppone alle sue avances, così il giovane la minaccia di rivelare del suo flirt passato con John a Carlos. Gabrielle, in risposta, lo avverte che, qualora non demordesse dalle sue intenzioni, dirà tutto a John, allora Justin chiede perdono e le confida che avrebbe voluto stare con lei solo per essere sicuro della sua ipotetica omosessualità. Gabrielle lo bacia e la mancanza di reazione del ragazzo convalida la sua teoria. Intanto, Bree trova un preservativo nella cesta del bucato, ed immagina che possa appartenere ad Andrew, mentre invece è di Danielle. Bree ne parla con Danielle, che le annuncia di essere in procinto di fare l’amore con John perché è ciò che lui vuole, perciò Bree visita John e lo induce a troncare bruscamente con la figlia. Tom è su tutte le furie per essere stato scartato dal suo capo per la carica di vicepresidente, ruolo aggiudicato al suo collega Tim Duggan. Tuttavia, durante una partita di baseball della loro azienda, Duggan ha un malore che lo forza a stare a letto. Tom gli usurpa quindi il posto da vicepresidente, che comporta doversi trasferire stabilmente sulla costa occidentale, lontano dalla famiglia. Lynette, per quanto possa esserne felice, ha il timore che Tom si assenti per troppo tempo, e un giorno esprime la sua angoscia per la partenza del marito alla moglie del suo capo. Quest’ultimo, infatti, sceglierà poi di esentare Tom dal suo incarico. Zach organizza una festa in piscina a casa sua, a cui partecipa anche Julie, nonostante il parere contrario di Susan, che contemporaneamente è in centrale, dove gli agenti dell’FBI le mostrano la fedina penale di Mike, arrestato in passato per omicidio e traffico di droga. Fortemente scossa da ciò, Susan fronteggia Mike sulle sue bugie e lo pianta in asso. Alla festa di Zach, frattanto, John lascia Danielle, e Julie si arrabbia con Zach dopo aver sentito uno dei suoi discorsi da pazzo. Quando Susan scopre che Julie non è in casa, capisce subito che la figlia sta festeggiando da Zach, ma, piuttosto che trovare Julie, la donna coglie sul momento Andrew e Justin baciarsi in piscina.
- Guest star: Bob Gunton (Noah Taylor), Brent Kinsman (Preston Scavo), Doug Savant (Tom Scavo), Joy Lauren (Danielle Van de Kamp), Ryan Carnes (Justin), Shane Kinsman (Porter Scavo), Shawn Pyfrom (Andrew Van de Kamp), Zane Huett (Parker Scavo)
- Altri interpreti: Conor O'Farrell (detective Copeland), Joey Gray (adolescente), Nelson Mashita (postino), Nick Chinlund (detective Sullivan)
- Assenti: Mark Moses (Paul Young), Nicollette Sheridan (Edie Britt)

## Solidarietà femminile
- Titolo originale: The Ladies Who Lunch
- Diretto da: Arlene Sanford
- Scritto da: Alexandra Cunningham

### Trama
L’ennesimo scandalo a Wisteria Lane riguarda stavolta Maisy Gibbons, che viene arrestata per adescamento, e presto verrà pubblicata l’agenda sulla quale Maisy appuntava i nomi dei suoi clienti. Temendo l’umiliazione per la presenza di Rex tra i nominativi, Bree cerca di corrompere Maisy in prigione perché depenni il nome del marito, ma la donna è irremovibile, per cui l’infedeltà di Rex viene immancabilmente denudata. Bree non si lascia sopraffare dagli sguardi e dalle battutine della gente, neanche ad una cena in un ristorante di alta classe. Susan, intanto, è depressa per la rottura con Mike, così Edie l’accompagna in un locale per farla rinfrescare, e le due dialogano principalmente sull’omicidio di Martha e il mistero di Mary Alice. Edie, essendo l’agente immobiliare presso cui Paul si era interpellato per la vendita della sua casa, ha l’idea di intrufolarsi dagli Young, mentre padre e figlio sono lontani, grazie alla chiave datale da Paul, e individuare indizi che possano collegarlo alla morte di Martha. Purtroppo, Paul rincasa prima del previsto, e Edie esce allo scoperto fingendo di essere innamorata di lui così da permettere a Susan di sgattaiolare fuori. Susan viene poi raggiunta da Mike, il quale, infischiandosene della sua arrabbiatura per averle nascosto il suo turbolento passato, la bacia appassionatamente. Alla Barcliff scoppia una tremenda epidemia di pidocchi, per il cui inizio vengono incolpati i gemelli Scavo. Quando arriva una chiamata per la disdetta della festa di compleanno di un loro compagno di classe, Lynette intuisce che le madri degli altri figli stanno escludendo Porter e Preston, perciò si fa dire dall’infermiera della scuola l’identità del paziente zero: Topher Brennan, il bambino della festa. Lynette porta quindi i figli al compleanno di Topher e mette alle strette sua madre, obbligandola ad ammettere la verità alle mamme. Nel frattempo, la tubatura dello scarico dei Solis si danneggia, e Gabrielle e Carlos non hanno abbastanza soldi per poterla riparare, di conseguenza si arrangiano usufruendo dei bagni dei loro amici e conoscenti, oppure rubando un bagno chimico ad un gruppo di operai di cantiere. Bree, però, si accorge che qualcosa non quadra, e presta un’ingente somma di denaro a Gabrielle per autorizzarle i lavori. Infine, Paul, sempre più perplesso su Felicia, guarda una vecchia cassetta in cui appare Mary Alice, ai tempi conosciuta come l’infermiera Angela Forrest nello Utah, e tra i suoi colleghi vede che c’è anche la stessa Felicia.
- Guest star: Brent Kinsman (Preston Scavo), Doug Savant (Tom Scavo), Harriet Sansom Harris (Felicia Tillman), Maria Cominis (Mona Clark), Sharon Lawrence (Maisy Gibbons), Pat Crawford Brown (Ida Greenberg), Shane Kinsman (Porter Scavo), Zane Huett (Parker Scavo)
- Altri interpreti: Cheyenne Wilbur (signor Mullins), Harry S. Murphy (preside Lentz), Glenn Taranto (poliziotto), Heather Lee (donna pettegola), Jill Brennan (Tish Atherton), Joshua Finkel (cameriere del Country Club), Lisa Darr (Tammy Brennan), Mary-Pat Green (infermiera Abagail), Matthew Stephen Young (uomo della tv via cavo), Sara Van Horn (guardia per l'attraversamento)
- Assenti: Cody Kasch (Zach Young), Jesse Metcalfe (John Rowland)

## Eroi
- Titolo originale: There Won't Be Trumpets
- Diretto da: Jeff Melman
- Scritto da: John Pardee e Joey Murphy

### Trama
Juanita si risveglia finalmente dal coma, e la prima cosa che le viene in mente è di telefonare Carlos per avvisarlo dell'adulterio di Gabrielle. Purtroppo per lei, Juanita scivola sul pavimento appena lavato e ruzzola giù dalle scale, ma poco prima di morire riesce a dire all'infermiera che l'ha soccorsa del tradimento; peccato che l'infermiera stesse ascoltando della musica ad alto volume che le ha reso impossibile sentirla. Al funerale di Juanita, Gabrielle s'infuria con Carlos per aver preparato una cerimonia tanto sfarzosa quanto costosa, così l'uomo accetta il patteggiamento offertogli dai suoi avvocati secondo cui trascorrerà 8 mesi in carcere, cosicché lei possa tenere la loro casa. Gabrielle viene convocata dal direttore dell'ospedale, che le rende una cospicua quantità di denaro come risarcimento per la morte di Juanita. La donna intasca il denaro senza dir nulla a Carlos. L'espulsione di Andrew da scuola per non aver dato ascolto a una guardia spinge Bree a pensare di mandare il figlio in un campo di correzione per minori difficili, ma Rex non ne è pienamente convinto, almeno fino a quando l'atteggiamento di sfida e il suo trattar male Bree non lo incalzano a condividere l'idea della moglie, perciò, a notte fonda, Andrew viene prelevato contro la sua volontà e condotto al centro. A parte ciò, Bree e Rex paiono aver ritrovato la spensieratezza di una volta. Lynette, intanto, stringe amicizia con Alisa, madre sorda di una compagna di classe dei gemelli. Durante una cena a 4 con Alisa e suo marito Dennis, a Lynette non va giù che l'uomo critichi la disabilità della moglie e le sparli dietro, così ne discute animatamente con Dennis, ma il tutto causerà la sua separazione da Alisa, che rimprovera Lynette di aver ficcato il naso in faccende che non la toccavano. Mike deposita sull'uscio della porta di Susan una lettera di scuse in cui spiega la verità sulla sua vita, ma Susan non è sicura di volerla leggere, ed accetta l'invito ad uscire di Bill, capocantiere di Edie, con la quale l'uomo si stava frequentando, facendo quindi scatenare la sua rabbia. L'appuntamento non va come programmato, e Susan, alla fine, decide di riconsegnare la lettera, non ancora aperta, a Mike, in segno di una frattura oramai quasi definitiva nel loro rapporto.
- Guest star: Brent Kinsman (Preston Scavo), Doug Savant (Tom Scavo), Joy Lauren (Danielle Van de Kamp), Lupe Ontiveros (Juanita Solis), Shane Kinsman (Porter Scavo), Marlee Matlin (Alisa Stevens), Shawn Pyfrom (Andrew Van de Kamp)
- Altri interpreti: Albie Selznick (Dennis Stevens), Aria Wallace (Lily Stevens), Ciera Lamborn (soprano), Dagney Kerr (infermiera Ruth Ann Heisel), Derk Cheetwood (guardia), Jeff Doucette (padre Crowley), Mark L. Taylor (signor Steinberg), Rick Ravanello (Bill Cunningham)
- Assenti: Cody Kasch (Zach Young), Mark Moses (Paul Young)

## Figli
- Titolo originale: Children Will Listen
- Diretto da: Larry Shaw
- Scritto da: Kevin Murphy

### Trama
Susan ospita in casa la sua rigorosa madre Sophie, in lite con il compagno Morty. Poiché Sophie le prospetta l'idea di trasferirsi per un paio d'anni da lei, Susan corre immediatamente da Morty nella speranza di una riappacificazione tra i due, ma anche ora Sophie e Morty litigano rovinosamente, così Sophie continua ad albergare da Susan. La babysitter degli Scavo dà buca all'ultimo secondo, proprio quando Lynette sta per uscire con delle sue ex colleghe di lavoro, perciò la donna, avvilita, ricorre all'aiuto di Bree. Tuttavia, Bree sculaccia Porter per averle disubbidito, e Lynette, disapprovando punizioni corporali per i figli, si irrita con lei, rinfacciandole di non essere una buona madre per come è venuto su Andrew. Infatti, Bree e Rex vanno a trovare Andrew al campo dei delinquenti, in cui il ragazzo informa i genitori della sua omosessualità. Per fortuna, Lynette e Bree avranno modo di fare la pace. Nel frattempo, Carlos scopre del denaro concesso dall'ospedale per la negligenza dovuta alla morte di Juanita. In vena di vendetta verso Gabrielle, che gli ha nascosto la cosa, Carlos l'ammonisce di firmare un accordo postmatrimoniale con cui Gabrielle gli assicura che non chiederà il divorzio mentre lui è in prigione, ma Gabrielle rigira il coltello dalla parte del manico minacciandolo di raccontare in giro del suo conto segreto alle Isole Cayman. Carlos, però, disloca i soldi altrove e costringe violentemente Gabrielle a siglare il documento. Afflitta per essere stata aggredita dal suo stesso marito, Gabrielle si rifugia nuovamente tra le braccia di John. Intanto, l'FBI interroga Paul sul modello di baule che ha acquistato 15 anni prima, ma l'uomo, spalleggiato da Zach, riferisce loro di averlo buttato via. Felicia, nutrendo delle incertezze, invita Zach in casa sua e gli espone di aver conosciuto Mary Alice e di quanto la madre fosse orgogliosa di lui. A questo punto, Zach si rammemora di un importante dettaglio: il suo vero nome di nascita è Dana.
- Guest star: Bob Newhart (Morty Flickman), Brent Kinsman (Preston Scavo), Doug Savant (Tom Scavo), Harriet Sansom Harris (Felicia Tillman), Lesley Ann Warren (Sophie Bremmer), Shane Kinsman (Porter Scavo), Shawn Pyfrom (Andrew Van de Kamp), Zane Huett (Parker Scavo)
- Altri interpreti: Brett Cullen (detective Brunett), Emily Christine (Ashley Bukowski), Hira Ambrosino e Alice Lo (addette pedicure), Joel McKinnon Miller (consigliere), John Lacy (detective Beckerman), Linda Hart (Millie), Mark L. Taylor (signor Steinberg), Sandy Martin e Rochelle Robinson (donne)
- Assente: Nicollette Sheridan (Edie Britt)

## Il piacere della solitudine
- Titolo originale: Live Alone and Like It
- Diretto da: Arlene Sanford
- Scritto da: Marc Cherry e Jenna Bans

### Trama
Susan è stanca delle pazzie di sua madre Sophie, l'ultima delle quali è stata portare in casa il suo nuovo fidanzato Tim. La sera successiva, inoltre, Tim e un suo amico, chiamati da Sophie, creano un tale baccano da far esasperare Susan. Questi ribadisce alla madre che, diversamente da lei, non è in grado di passare sopra una delusione d'amore così repentinamente e che ha bisogno di tempo per dimenticarsi di Mike. Gabrielle allontana Carlos, imponendogli di dormire da un'altra parte a meno che non si disfi dell'accordo postmatrimoniale ottenuto con la forza. Carlos risponde all'attacco della moglie congelando tutte le sue carte di credito, così John dà in prestito la sua a Gabrielle, che si abbandona a spese folli. La madre di John, però, saputo dalla banca del frequente uso della carta, la blocca e Gabrielle si ritrova in un ristorante senza possibilità di pagare il pasto, allora abborda un uomo per farsi destinare il pranzo. Capito che l'accordo non vieterà all'avvenenza di Gabrielle d'imbarcarsi facilmente in nuove relazioni, Carlos si arrende al suo volere e straccia il documento. Bree progetta una cena tra Andrew e il Reverendo Sikes allo scopo di distogliere il figlio dai suoi pensieri sessuali nei confronti degli altri ragazzi, ma l'incontro termina con Andrew che rifiuta la mano di Sikes in quanto ritiene di non avere problemi ad esternare ciò che è. Pregato umilmente da Bree, Andrew riesce perlomeno a combinare una seduta privata con il prete, durante la quale lascia intendere di non essere completamente gay, bensì bisessuale, ma promette di comportarsi sempre bene fino al momento in cui compirà un'azione di talmente grave da sconvolgere e distruggere sua madre. Intanto, Lynette soccorre la signora McCluskey, vittima di un malessere causato dalla sua artrite. Karen, per sdebitarsi con Lynette, cerca di esserle amica, perciò Lynette mette da parte i dissapori che ha con la McCluskey e l'accompagna dal dottore. Nel frattempo, l'FBI identifica il cadavere contenuto nella cassa quale quello di Deidre, la cui morte risale a 15 anni prima. Noah, devastato, invoca Mike ad incontrare un poliziotto da lui corrotto che gli affida un fascicolo sul suo caso, non prima di averlo duramente percosso e intimato di non lasciar trapelare alcuna informazione. Tra la lista degli acquirenti del baule figura il nome di Paul Young, dunque Mike sposta subito i suoi sospetti su di lui.
- Guest star: Bob Gunton (Noah Taylor), Brent Kinsman (Preston Scavo), Doug Savant (Tom Scavo), Lesley Ann Warren (Sophie Bremmer), Kathryn Joosten (Karen McCluskey), Shane Kinsman (Porter Scavo), Shawn Pyfrom (Andrew Van de Kamp)
- Altri interpreti: Dakin Matthews (reverendo Sikes), David Pevsner (cameriere), Geoff Pierson (Sam), James M. Connor (Tim), Lawrence LeJohn (postino), Nick Chinlund (detective Sullivan), Patrick Dollaghan (Lamont), Paul Rae (Hector il gelataio)
- Assenti: Andrea Bowen (Julie Mayer), Cody Kasch (Zach Young), Nicollette Sheridan (Edie Britt), Mark Moses (Paul Young)

## Senza più paura
- Titolo originale: Fear No More
- Diretto da: Jeff Melman
- Scritto da: Adam Barr

### Trama
Dalla differente disposizione dei suoi mobili, Paul capisce che Edie si era infilata in casa sua con secondi fini, così la donna vuota il sacco e confessa di aver appoggiato Susan nella ricerca di un qualche indizio su Mary Alice. Dopo aver sventatamente lanciato dei sassi su Susan per richiamare a sé Julie, Zach vuol farsi perdonare con un vaso di fiori, inutilmente. Paul incita Zach a desistere dal riconquistare il cuore di Julie, ma ormai il ragazzo si è morbosamente fissato con lei. Felicia, che ha assistito alla scena di Zach che implora il condono di Susan, rievoca il giorno in cui sua sorella Martha constatò che la Angela Forrest raffigurata in una sua fotografia fosse in realtà la sua vicina di casa Mary Alice Young; Felicia narrò a Martha che nello stesso periodo della misteriosa sparizione di Angela e suo marito dallo Utah, scomparve anche un bambino dato alla luce da una tossicodipendente di cui Angela e Felicia si stavano occupando all’ospedale. Intanto, Gabrielle, mentre è in un concessionario, ha un improvviso accesso di nausea e vomita sul sedile di un’auto. In pensiero per tali sintomi, Gabrielle esegue il test di gravidanza in farmacia, il cui esito è sorprendentemente positivo. Bree e Rex rincontrano George, e Rex avverte dell’innamoramento di George per Bree, la quale crede che l’uomo sia solo un suo buon amico, ma, condizionata dal marito, decide di prendersi una pausa dal farmacista. Tuttavia, George mente dicendole di essersi fidanzato con una sua collega, perciò Bree, non vedendo nessun motivo per cui Rex debba preoccuparsi, lo invita alla grigliata organizzata dai Solis. Nel frattempo, Lynette scopre casualmente che Tom lavora da circa 3 mesi con Annabel Foster, la sua ex fidanzata che aveva mollato per lei. La paura di Lynette che Annabel possa riprovarci con Tom la pressa a far apparire la loro famiglia estremamente perfetta e felice, così da farle capire che non ha i mezzi per poterla sfaldare. Purtroppo, Tom si offende dal pensiero di Lynette che possa ipoteticamente tradirla. Durante la grigliata, preparata appositamente per Carlos prima che vada in carcere, ne succedono di cotte e di crude: Rex, disturbato da George, lo spintona nella piscina, ma cade anche Bree, sorretta a lui; Gabrielle è ancora preda degli atroci dolori dell’essere incinta, ma in bagno scoperchia la truffa di Carlos sulla sostituzione delle pillole anticoncezionali, e lo schiaffeggia pubblicamente; come se non bastasse, la cucina di Susan esplode di botto e Susan suppone rapidamente che ci sia dietro lo zampino di Paul. Susan si rivolge quindi all’agente Shaw, lo stesso che aveva lavorato per Paul, affinché venga a capo del tenebroso segreto degli Young.
- Guest star: Lesley Ann Warren (Sophie Bremmer), Brent Kinsman (Preston Scavo), Christine Estabrook (Martha Huber), Doug Savant (Tom Scavo), Harriet Sansom Harris (Felicia Tillman), Richard Roundtree (signor Shaw), Roger Bart (George Williams), Shane Kinsman (Porter Scavo), Zane Huett (Parker Scavo)
- Altri interpreti: Bill Ferrell (pompiere), Jeff Doucette (padre Crowley), Lauren Cohn (Ginger), Nikki Snelson (commessa), Pat Towne (Phil)

## Domenica al parco con George
- Titolo originale: Sunday in the Park with George
- Diretto da: Larry Shaw
- Scritto da: Katie Ford

### Trama
Morty si presenta da Susan a notte fonda per chiedere la mano di Sophie, la quale accetta senza giri di parole. Sebbene stia lavorando per conto di Susan, l’agente Shaw è ancora al soldo di Paul, che lo esorta a dare false informazioni alla donna su di sé e Mary Alice. Delusa dalle insoddisfacenti indagini di Shaw, Susan gli affida il compito di scoprire quanto più materiale possibile sul passato di Mike, attraverso cui si raccapezza che l’uomo ha ucciso un poliziotto. Susan si dirige poi da Kendra per saperne di più, così, dinanzi ai rifiuti del padre Noah, Kendra le svela ogni cosa: il vero trafficante di droga era Deidre, sorella di Kendra che non riuscì a divincolarsi dalla sua dipendenza; in seguito, Deidre venne molestata da un poliziotto, e Mike la salvò, determinando però la morte dell’uomo e la sua successiva condanna, pure se per legittima difesa. Contenta che Mike sia la persona buona e onesta che credeva, Susan si precipita da lui e lo bacia. Intanto, Carlos giustifica la gravidanza di Gabrielle come un guaio della sua defunta madre Juanita, che viene spacciata dal figlio quale la responsabile dello scambio di pillole. Gabrielle, nel frattempo, è in pena perché non è a conoscenza dell’identità del padre del bambino, che potrebbe essere sia Carlos, che John. Quest’ultimo, dopo che Gabrielle lo mette al corrente della problematica, è deciso ad affrontare Carlos sull’argomento, ma Gabrielle lo dissuade dicendogli che, nel caso in cui il bambino sia davvero suo, Carlos dovrà per forza fargli da padre poiché ha da offrire ciò che John non potrà mai permettersi. Bree continua a vedersi amichevolmente con George all’insaputa di Rex, ma un giorno entrambi vengono scorti in un ristorante da Edie. Bree domanda a Edie di non spargere la voce, ma tramite la loro chiacchierata, Bree comprende di sentirsi molto più a suo agio con George che con Rex. Frattanto, la salute di Rex è tuttora cagionevole e nessun medico sembra aver chiara la sua situazione fisica. Lynette vuole ravvivare la sua vita sessuale con Tom, perciò si compra un costumino in un negozio di articoli pornografici, ma mentre attende il ritorno di Tom dal lavoro si addormenta sul divano e viene vista anche da un cliente del marito. Tom, quindi, si adegua alle necessità di Lynette e acquista un ridicolo tanga con cui rinvigorire i loro rapporti. Paul imbottisce Zach di farmaci per fargli cambiare idea sul dover restare a Wisteria Lane. Allarmata, Felicia entra in casa Young e porta via uno Zach stordito e allucinato, e, quando Paul cerca di riscattare il ragazzo, Felicia lo ragguaglia di aver letto il diario personale di Martha, da cui ha evinto che lui e Mary Alice hanno rapito il figlioletto della tossicodipendente paziente all’ospedale nello Utah, che è nientemeno che Zach.
- Guest star: Bob Newhart (Morty Flickman), Lesley Ann Warren (Sophie Bremmer), Bob Gunton (Noah Taylor), Brent Kinsman (Preston Scavo), Doug Savant (Tom Scavo), Harriet Sansom Harris (Felicia Tillman), Heather Stephens (Kendra Taylor), Melinda McGraw (Annabel Foster), Richard Roundtree (signor Shaw), Roger Bart (George Williams), Shane Kinsman (Porter Scavo), Zane Huett (Parker Scavo)
- Altri interpreti: Bari K. Willerford (guardia), Joe Hart (Gary)

## Addio per ora
- Titolo originale: Goodbye For Now
- Diretto da: David Grossman
- Scritto da: Josh Senter

### Trama
Susan e Mike sono ritornati insieme e progettano di andare a vivere permanentemente in casa di lei. Edie, inizialmente gelosa del loro riavvicinamento, tenta di farli separare appellandosi a Lynette, Bree e Gabrielle e facendo leva sulle questioni ancora irrisolte di Mike, ma a Susan non importa, perché ha oramai piena fiducia in lui. Durante un pranzo con una sua ex collega, Lynette approfitta di un posto vacante nella sua vecchia azienda per togliere di mezzo Annabel. Dan Peterson, capo di Annabel, per non rischiare di perderla, le porge la mansione di vicedirettore, e Tom, che da sempre aspirava a quella carica, si licenzia indignato, ma Peterson gli denota che la ragione per cui Tom non ha conseguito la promozione è Lynette, preoccupata che il marito fosse troppo distante dalla loro famiglia. Intanto, l’assicurazione della polizza dà a Gabrielle la certezza che sia stato Carlos a scassinare le sue pillole, così, nel diverbio che ne segue tra i due, Gabrielle lo lascia con una frase che fa dubitare Carlos, il quale viola gli arresti domiciliari rubando la macchina di Edie e pedinando Gabrielle sino all’appartamento di John, dove la vede abbracciarsi con Justin. Fiutando un probabile tradimento di Gabrielle, Carlos scende dall’auto e percuote rabbiosamente Justin, venendo poi fermato e arrestato dalla polizia. Dato che Justin è omosessuale e che Carlos aveva già picchiato in precedenza l’antennista gay della loro casa, l’uomo viene accusato di omofobia e trattenuto in carcere. Nel frattempo, Bree si capacita dell’amore che George prova nei suoi riguardi quando, nel bel mezzo di una partita a golf, gli spunta un’erezione. George, però, non rinuncia a Bree ed entra clandestinamente in casa Van de Kamp, scoperchiando la scatola racchiudente gli oggetti che Bree e Rex utilizzano per i loro rapporti perversi. George, così, fa credere a Bree che Rex abbia messo in giro il segreto sulla loro vita sessuale, perciò la donna si adira col marito, ma il dibattito viene interrotto da un nuovo attacco di cuore di Rex. Bree, ancora accecata dall’ira, porta Rex all’ospedale solo dopo aver risistemato il letto. Paul abbandona Wisteria Lane ora che la verità su Mary Alice sta tornando a galla, e scrive a Zach un bigliettino in cui gli chiede di incontrarlo giovedì sera al campo da baseball, ma è Felicia a trovare il foglio. Mike passa da Felicia per sapere dove sia Paul, verso cui è in cerca di vendetta per la morte di Deidre, e Felicia gli definisce il luogo e l’orario esatto prefissati sul biglietto. Susan scopre il diario di Martha nell’auto di Mike e, insieme a Julie, lo spia proprio la sera del suo “incontro” con Paul, ma finisce col perdere le sue tracce, mentre Mike stordisce e rapisce Paul al campo. In tutto ciò, due nuovi residenti arrivano nel cuore della notte a Wisteria Lane.
- Guest star: Alfre Woodard (Betty Applewhite), Brent Kinsman (Preston Scavo), Doug Savant (Tom Scavo), Harriet Sansom Harris (Felicia Tillman), Joy Lauren (Danielle Van de Kamp), Mehcad Brooks (Matthew Applewhite), Melinda McGraw (Annabel Foster), Roger Bart (George Williams), Ryan Carnes (Justin), Shane Kinsman (Porter Scavo), Zane Huett (Parker Scavo)
- Altri interpreti: Cheyenne Wilbur e Geraldine Singer (signori Mullins), Edward Edwards (Jim Peterson), Jimmy Palumbo e Patrice Walters (amanti), Nike Doukas (Natalie Klein), Paul Parducci (Cyrus), Scott Atkinson e Richard Jenik (poliziotti), Terry Bozeman (dottor Craig)
- Assente: Jesse Metcalfe (John Rowland)

## Un giorno meraviglioso
- Titolo originale: One Wonderful Day
- Diretto da: Larry Shaw
- Scritto da: Marc Cherry, John Pardee, Tom Spezialy, Joey Murphy e Kevin Murphy

### Trama
La voce narrante di Mary Alice racconta uno sprazzo della sua vita: 15 anni prima, il suo nome originale era Angela Forrest e viveva nello Utah col marito Todd, ma la loro vita era alquanto monotona, soprattutto perché la coppia non poteva avere bambini; una sera, Deidre, tossicodipendente ricoverata alla comunità di recupero dove lavorava Angela, andò dai Forrest elemosinando soldi; evidentemente incapace di mantenere Dana, il figlio di soli 10 mesi, Deidre vendette il piccolo ad Angela e Todd, i quali fuggirono poi a Fairview per eludere le indagini della polizia sulla scomparsa di Dana, comprando una casa nel quartiere residenziale di Wisteria Lane, cambiando le loro identità in Mary Alice e Paul Young, e ribattezzando il bambino con il nome di “Zach”. Nel presente, Susan, Lynette e Gabrielle accorrono all’ospedale per confortare Bree, che comunica loro che Rex ha urgente bisogno di un’operazione al cuore. Per distrarsi, Susan parla alle amiche delle confessioni scritte nel diario di Martha a proposito del segreto di Mary Alice e del ricatto che subiva dalla stessa signora Huber. Nei giorni successivi, Gabrielle si professa disposta a testimoniare a favore di Carlos nella prossima udienza, a condizione però che, alla nascita del loro bambino, Carlos ricoprirà buona parte del suo ruolo da genitore, lasciando più spazio libero alla moglie. Tuttavia, l’andamento positivo dell’udienza viene bruscamente sospeso quando John svela a Carlos di essere lui l’amante di Gabrielle. Carlos, furente come non mai, sta per assalirlo, ma viene fermato appena in tempo dai poliziotti, e la scenata non serve certo a migliorare la sua posizione. Intanto, Lynette viene a sapere del licenziamento di Tom e si sente in parte colpevole, perciò l’uomo esige adesso di diventare padre a tempo pieno, mentre Lynette dovrà tornare al lavoro e prendersi cura della famiglia. Nel frattempo, dalle analisi di Rex risulta che il suo malore dipende da ciò che ingerisce, ed è allora che Rex comincia a ritenere Bree responsabile di quello che gli sta capitando, magari come una forma di vendetta per averla tradita. Rex riesce a scrivere un biglietto indirizzato a Bree, dopodiché esala il suo ultimo respiro, con Bree che si lascia dunque andare ad un pianto disperato. Zach aggredisce Felicia e scappa via, riparandosi in casa di Mike e armato della pistola di Mary Alice. Susan entra nell’abitazione, ma viene minacciata da Zach e tenuta in ostaggio, e scopre che il ragazzo ha intenzione di vendicarsi di Mike per aver presumibilmente fatto del male a Paul. Frattanto, Mike conduce Paul, legato ed imbavagliato, in un luogo sperduto per eliminarlo, ma prima di poter compiere il gesto fatale, Paul gli rivela i dettagli sulla morte di Deidre: dopo 3 anni dal loro trasloco a Wisteria Lane, Mary Alice e Paul furono rintracciati da una Deidre disintossicata e pulita, che reclamò i suoi diritti su Zach, ma Mary Alice, pur di impedirle di riprendersi il figlio, la infilzò e uccise impulsivamente con un coltello da cucina, poi moglie e marito mutilarono il suo corpo per farlo calzare nel baule dei giocattoli di Zach e lo seppellirono nelle fondamenta della loro piscina. La sincerità di Paul fa esitare Mike dallo sparargli, ma lo lascia da solo tra le montagne in balia del proprio rimorso. Mike torna a casa sua, ignaro di ciò che lo attende all’interno.
- Guest star: Alfre Woodard (Betty Applewhite), Brent Kinsman (Preston Scavo), Doug Savant (Tom Scavo), Harriet Sansom Harris (Felicia Tillman), Jolie Jenkins (Deidre Taylor), Mehcad Brooks (Matthew Applewhite), Ryan Carnes (Justin), Shane Kinsman (Porter Scavo), Tanner Maguire (Zach da piccolo), Zane Huett (Parker Scavo)
- Altri interpreti: Gregory Wagrowski (avvocato dell'accusa), John Newton (Jonathan Lithgow), Kevin E. West (poliziotto), Lee Whittaker (ragazzo), Shirley Jordan (infermiera), Steve Tom (giudice), Terry Bozeman (dottor Craig), William Dennis Hunt (agente immobiliare)